# Полевик, Василий Алексеевич
Василий Алексеевич Полевик (30 января 1904,  Курск,  Российская империя — 13 февраля 1966, Алма-Ата, СССР) — советский военачальник, генерал-майор (15.07.1944).

## Биография
Родился 30 января 1904 года в городе Курске. Украинец.

### Военная служба

#### Гражданская война
В декабре 1917 года добровольно вступил в прибывший в городе Курск Московский кавалерийский партизанский отряд. Участвовал с ним в боевых операциях против бандформирований в Курском и Белгородском уездах, в подавлении антисоветских выступлений в Курске. В феврале — марте 1918 года отряд влился в состав регулярной Красной армии, а  Полевик был назначен в конную разведку 70-го стрелкового полка. В январе 1919 года перешел на службу в Управление коменданта города Курск сотрудником для особых поручений. В марте направлен на кавалерийские курсы комсостава в городе Тверь. В августе в составе дивизиона курсантов от курсов выезжал в Воронежскую губернию для ликвидации прорыва белоказаков генерала К. К. Мамонтова. 1 февраля 1920 года окончил курсы, произведен в красные командиры и направлен в распоряжение штаба Юго-Западного фронта в городе Харьков, где принял командование эскадроном в особом батальоне связи фронта. В июне откомандирован в распоряжение штаба помощником главкома по Сибири в город Омск, где был назначен начальником школы младшего комсостава 8-го отдельного запасного кавалерийского дивизиона. В октябре переведен на должность помощника командира 4-го кавалерийского полка в составе формируемой для отправки на врангелевский фронт 1-й Западно-Сибирской кавалерийской дивизии. С прибытием к новому месту службы вступил в командование этим полком. В ноябре дивизия переименована в 15-ю Сибирскую кавалерийскую. В декабре 1920 года Полевик назначен командиром отдельного полевого эскадрона этой дивизии и убыл на Юго-Западный фронт в район Киева. Командиром эскадрона, затем помощником начальника разведки штаба дивизии и заведующим разведкой 2-го кавалерийского полка сражался с петлюровцами и вооруженными формированиями С. Н. Булак-Балаховича в Киевской губернии, с января 1921 года участвовал в подавлении восстания А. С. Антонова в Тамбовской губернии. В июле 1921 года в связи с болезнью был госпитализирован. 

#### Межвоенные годы
После выздоровления в августе направлен в распоряжение штаба 5-й армии в городе Иркутск, где был назначен помощником командира по строевой части 25-го кавалерийского полка 5-й Кубанской кавалерийской дивизии. С августа 1923 года проходил службу в 5-й отдельной Кубанской кавалерийской бригаде командиром 27-го кавалерийского полка, начальником бригадной школы младшего комсостава, заведующим разведкой бригады. В октябре 1924 года уволен в запас. Работал заведующим 1-м отделом Наркомата юстиции Бурят-Монгольской АССР.
В октябре 1925 года поступил сотрудником в Бурят-Монгольский областной отдел ОГПУ в город Верхнеудинск и назначен секретарем особо уполномоченного ОГПУ. С ноября там же исполнял должность инспектора боевой подготовки пограничных войск. В мае 1926 года переведен на ту же должность в Управление пограничной и внутренней охраны войск ПП ОГПУ Сибирского края в года Новосибирск. В августе 1929 года, по окончании кавалерийских КУКС РККА, направлен в Управление пограничных и внутренних войск НКВД ЗакВО, где занимал должности инспектора боевой подготовки, командира Нахичеванского учебного кавалерийского полка НКВД, начальника отделения боевой подготовки пограничных и внутренних войск НКВД округа. С марта 1930 года по май 1931 года являлся начальником штаба сводного отряда и начальником этого отряда. Участвовал с ним в боевых операциях по ликвидации бандитизма в Закавказье (на территории Азербайджана), а также в районе форта Александровка Казахской ССР.  Член ВКП(б) с 1931 года. В январе 1936 года. Полевик был переведен из Закавказья в Казахстан и назначен командиром 14-го Акмолинского кавалерийского полка войск НКВД. В ноябре 1937 года уволен в запас. Работал в Казахском государственном университете им. С. М. Кирова в городе Алма-Ата военруком, заместителем директора по административно-хозяйственной части, начальником военной кафедры.

#### Великая Отечественная война
В начале Великой Отечественной войны майор Полевик в сентябре 1941 года был восстановлен в кадрах РККА и назначен начальником 2-го отделения отдела боевой подготовки штаба САВО, одновременно исполняя должность начальника этого отдела. В октябре направлен начальником штаба формировавшейся 39-й отдельной курсантской стрелковой бригады. В начале декабря бригада убыла на фронт. 13 декабря прибыла под Москву и, войдя в состав 4-й ударной армии Северо-Западного фронта, заняла оборону в районе озер Велье и Селигер. В январе — феврале 1942 года она участвовала в Торопецко-Холмской наступательной операции. С 22 февраля по 22 марта 1942 года подполковник  Полевик временно командовал этой бригадой. 25 апреля 1942 года она была выведена в резерв Ставки ВГК и переформирована в 88-ю стрелковую дивизию, а  Полевик назначен в ней начальником штаба. В июле дивизия была направлена на Западный фронт. С августа  Полевик назначен заместителем командира этой дивизии. Участвовал с ней в Ржевско-Сычевской наступательной операции. В сентябре переведен заместителем командира 247-й стрелковой дивизии, затем в том же месяце на ту же должность в 20-ю гвардейскую стрелковую дивизию. В ноябре назначен начальником отдела боевой подготовки штаба 31-й армии. В марте 1943 года принимал участие в Ржевско-Вяземской наступательной операции. 
6 июня 1943 года допущен к исполнению должности командира 220-й стрелковой дивизии. В августе — сентябре 1943 года дивизия принимала участие в Смоленской, Ельнинско-Дорогобужской наступательных операциях. Прорвав оборону противника, дивизия перерезала магистраль и ж. д. Москва — Минск в районе ст. Свищево. Затем, наступая вдоль ж. д., её части с боями прошли до города Ярцево, освободив 11 нас. пунктов. В августе 1943 года дивизия вела бои на подступах к городу Ярцево. 17 сентября дивизия, войдя в состав 68-й армии, участвовала в Смоленско-Рославльской наступательной операции. В середине октября она вновь перешла в 31-ю армию и вела бои в направлении Киреево, затем в конце месяца была выведена на доукомплектование. В июне — июле 1944 года её части в составе 36-го стрелкового корпуса участвовали в Белорусской, Витебско-Оршанской, Минской, Белостокской, Вильнюсской и Каунасской наступательных операциях. За образцовое выполнение заданий командования в боях с немецкими захватчиками, за овладение городом и крепостью Гродно она была награждена орденом Красного Знамени (25.07.1944). До середины октября 1944 года дивизия находилась в обороне в полосе северный выступ оз. Перты, вост. берег оз. Вигры, Червоны Кишде, затем была выведена в резерв армии. С 8 ноября 1944 года по 21 марта 1945 года генерал-майор  Полевик находился на лечении в госпитале по болезни, затем до конца войны состоял в распоряжении ГУК НКО СССР.
За время войны комдив  Полевик был пять раз персонально упомянут в благодарственных в приказах Верховного Главнокомандующего.

#### Послевоенное время
После войны 23 мая 1945 года назначен начальником Тбилисского пехотного училища. В феврале 1946 года в связи с болезнью был освобожден от должности и зачислен в распоряжение ГУК НКО. 20 декабря 1946 года гвардии генерал-майор  Полевик уволен в отставку по болезни.
Скончался  13 февраля 1966 года, похоронен на Востряковском кладбище  в Москве .

## Награды
- орден Ленина (21.02.1945)[7][8]
- три ордена Красного Знамени (08.09.1943[9], 03.11.1944[10][8])
- орден Суворова 2  степени (29.06.1945)[11]
- орден Красной Звезды (30.01.1943)[12]
  - медали в том числе:
  - «За оборону Москвы» (14.10.1944)[13]
  - «За победу над Германией в Великой Отечественной войне 1941—1945 гг.» (1945)

Приказы (благодарности) Верховного Главнокомандующего в которых отмечен В. А. Полевик.
- За овладение городом и оперативно важным железнодорожным узлом Орша — мощным бастионом обороны немцев, прикрывающим минское направление. 27 июня 1944 года. № 121.
- За форсирование реки Березина, и овладение штурмом городом и крупным узлом коммуникаций Борисов — важным опорным пунктом обороны немцев, прикрывающим подступы к Минску. 1 июля 1944 года. № 126.
- За овладение штурмом столицей Советской Белоруссии городом Минск — важнейшим стратегическим узлом обороны немцев на западном направлении. 3 июля 1944 года. № 128.
- За овладение штурмом городом и крепостью Гродно — крупным железнодорожным узлом и важным укреплённым районом обороны немцев, прикрывающим подступы к границам Восточной Пруссии. 16 июля 1944 года. № 139.
- За прорыв долговременной, глубоко эшелонированной обороны немцев, прикрывавшей границы Восточной Пруссии, вторжение в пределы Восточной Пруссии и овладение мощными опорными пунктами обороны противника — Ширвиндт, Наумиестис (Владиславов), Виллюнен, Вирбалис (Вержболово), Кибартай (Кибарты), Эйдткунен, Шталлупёнен, Миллюнен, Вальтеркемен, Пиллюпёнен, Виштынец, Мелькемен, Роминтен, Гросс Роминтен, Вижайны, Шитткемен, Пшеросьль, Гольдап, Филипув, Сувалки. 23 октября 1944 года. № 203.